# 叶挺囚禁处旧址

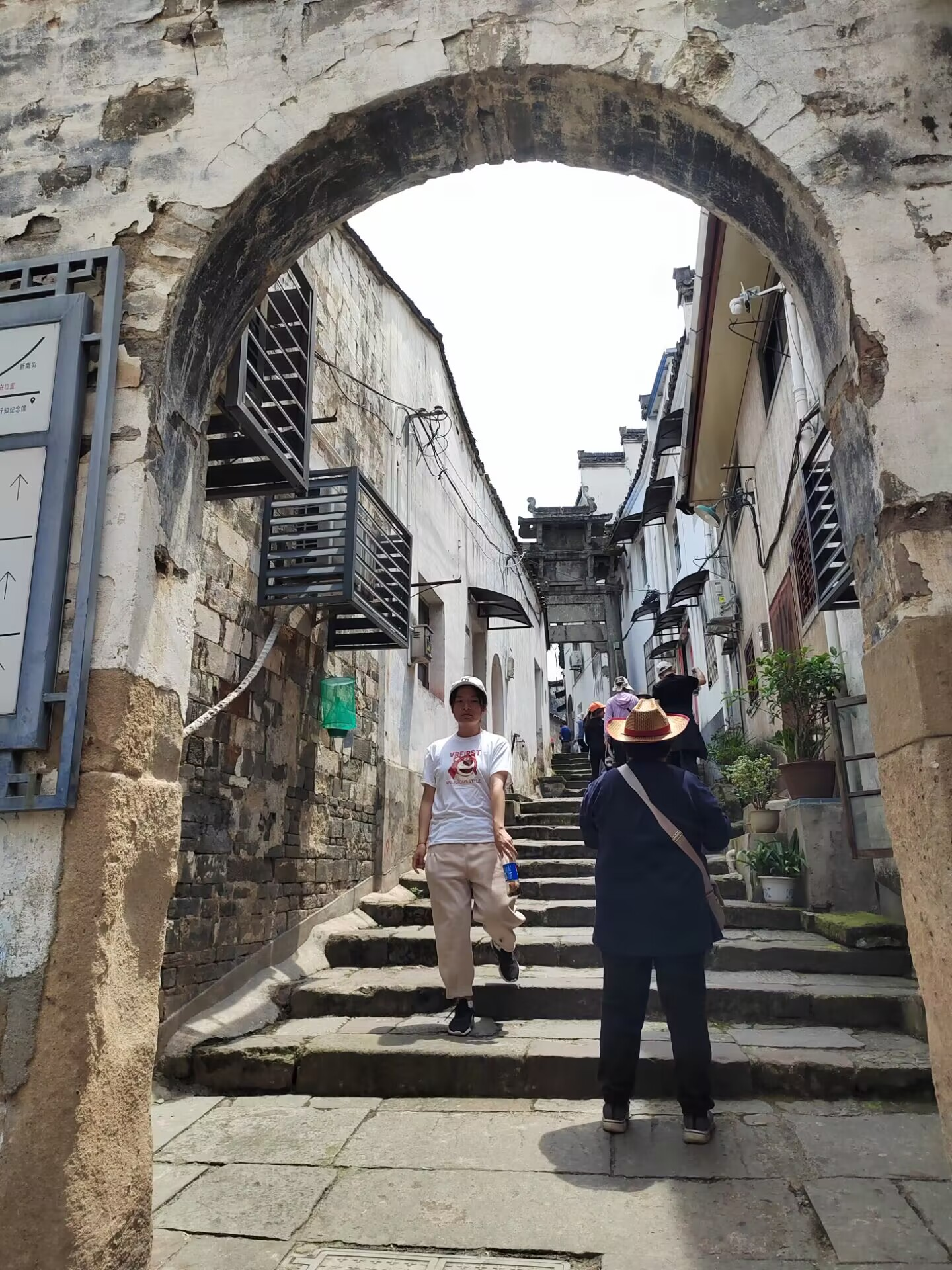
歙县中山巷，背景为吴氏世科坊，叶挺囚禁处旧址位于左侧

叶挺囚禁处旧址位于安徽省黄山市歙县徽城镇中心的中山巷3号，吴氏世科坊旁，已列为黄山市文物保护单位。巷内其他建筑，多为歙县文物保护单位。
中山巷3号为商人程灼如宅，抗日战争期间曾用作空军招待所。因羁押叶挺将军而名声大噪。1941年1月发生皖南事变，新四军军长叶挺于14日下午被俘，15日送至歙县，关押在中山巷3号，17日清晨转送江西上饶李村关押。